# Lotte Heise
Lotte Heise (født 12. juni 1959 i Nordsjælland) er en dansk forfatter, foredragsholder på fire sprog, entertainer, skuespiller og tidligere fotomodel. Hun er desuden selvstændig med virksomheden Lotte Heise Management / Parlando Exclusive Management.

## Karriere
Heise blev fransksproglig student fra Rødovre Statsskole i 1978 og har ikke anden uddannelse. Hun turnerede i fire år med teatergruppen Skifteholdet, indtil modelkarrieren hos fotograf Gunnar Larsen begyndte i 1982. Fra 1985 til 1986 var hun moderedaktør på Ekstra Bladet, mens hun i 1990'erne arbejdede med film, tv og som modeskribent, inden talkshow-optrædenerne så småt begyndte. Desuden har hun fungeret som fast klummeskribent i B.T. 1994-2000, i Ugebladet Søndag siden 1994 og i JP Aarhus fra 2007. I 2007 blev hun også kendt for sin medvirken i en tv-reklame for rengøringsmidlet Cillit Bang.
Heise er protektor for Christinecenteret, Max Havelaar Fonden og Den rullende opera. Lotte Heise modtog i 2002 Aarhus Kommunes ligestillingspris.
Mange af Lotte Heises one woman-shows er udgivet som bog og/eller video. Emnerne i showene er bl.a. mænd, familie og livet som kvinde. Heise er kendt for sine kontante holdninger og for at tale både højt og hurtigt.
I 2015 var hun radiovært på Lotte Heise - helt klassisk på P2.
Lotte Heise har deltaget i boligprogrammet Dit hjem i vores hænder.
Sammen med Jacob Haugaard har Heise medvirket i Lotte & Jacob på tur.
I et radioprogram betegnede Heise daværende HA-medlem og morder Jørn “Jønke” Nielsen som "psykopat”, hvilket kostede Heise en dom for injurie og 30000 kr.

## Politisk overbevisning
Heise var i sin ungdom medlem af Danmarks Kommunistiske Parti og endda udenlandsk medlem af Freie Deutsche Jugend, den kommunistiske ungdomsorganisation i DDR.
Hun var rejseleder i 1978 for danske unge ved sommerlejr i Østtyskland.

## Shows udgivet på DVD
- Lotte Heise i absolut stormsnakkende topform
- Østrogen & Skaldyr (2005)